# M50 Reising
A submetralhadora Reising .45 foi fabricada pela Harrington & Richardson (H&R) Arms Company em Worcester, Massachusetts, nos EUA, e foi projetada e patenteada por Eugene Reising em 1940. As três versões da arma eram a Modelo 50, a Modelo 55 de coronha dobrável e a carabina semiautomática Modelo 60. Mais de 100.000 Reisings foram encomendados durante a Segunda Guerra Mundial e foram inicialmente usados pela Marinha, Corpo de Fuzileiros Navais e Guarda Costeira dos Estados Unidos, embora alguns tenham sido enviados para forças canadenses, soviéticas e outras aliadas para combater as potências do Eixo.

## História

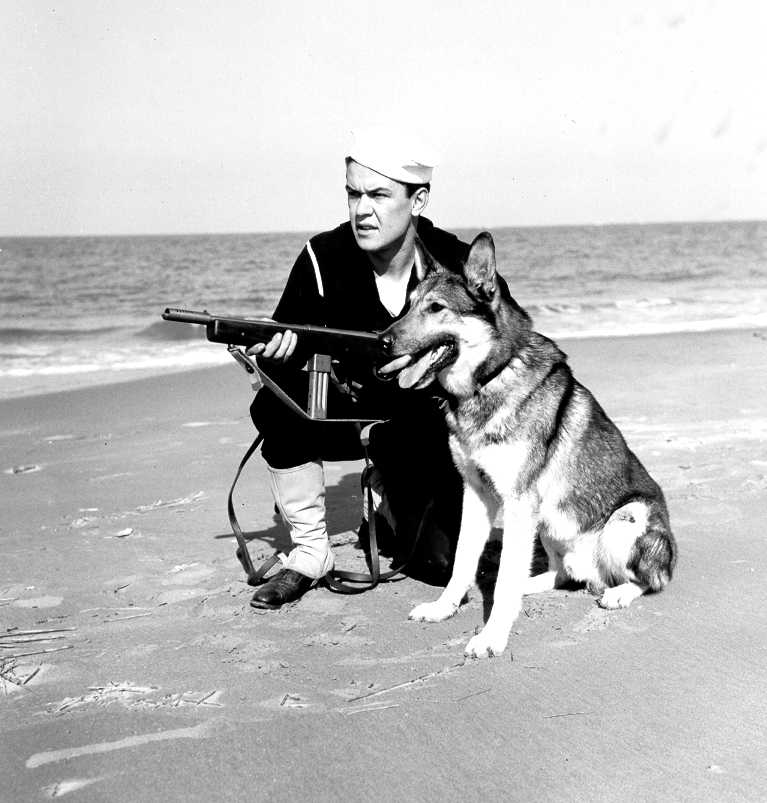
Um marinheiro da Guarda Costeira dos Estados Unidos em patrulha costeira com um cão de trabalho e uma Reising Modelo 50 com carregador de 12 cartuchos.

Reising foi assistente do inventor de armas de fogo John M. Browning. Nessa função, Reising contribuiu para o projeto final da pistola americana M1911 de .45 ACP. Reising então projetou uma série de rifles e pistolas comerciais por conta própria, quando, em 1938, voltou sua atenção para o projeto de uma submetralhadora, à medida que as ameaças de guerra cresciam rapidamente na Europa.
Dois anos depois, ele apresentou seu projeto completo à Harrington & Richardson Arms Company (H&R) em Worcester, Massachusetts. Foi aceito e, em março de 1941, a H&R começou a fabricar a submetralhadora Modelo 50. Meses depois, começou a produção da Modelo 55, que era idêntico à Modelo 50, exceto por ter coronha de arame dobrável, sem compensador e cano de 270 mm; e o rifle semiautomático Modelo 60 que também lembrava uma Modelo 50, mas tinha cano de 476 mm sem aletas de refrigeração ou compensador.
A H&R promoveu as submetralhadoras para uso policial e militar, e o Modelo 60 para guardas de segurança. Após o ataque japonês a Pearl Harbor, em dezembro de 1941, os EUA necessitaram subitamente desesperadamente de milhares de armas automáticas modernas. O único concorrente da Reising era a submetralhadora Thompson de .45 ACP.
O Exército dos EUA testou a Reising pela primeira vez em novembro de 1941 em Fort Benning, Geórgia. Durante este teste, várias peças falharam devido à má construção. Depois que isso foi corrigido, um segundo teste foi feito em 1942 em Aberdeen Proving Ground, Maryland. Nesse teste, 3.500 tiros foram disparados, resultando em dois defeitos: um por causa da munição e outro por defeito do ferrolho. Como resultado, o Exército não adotou a Reising, mas a Marinha e os Fuzileiros Navais a adotaram, devido ao fornecimento insuficiente de submetralhadoras Thompson.
A submetralhadora Reising foi inovadora para a época. Em comparação com sua principal rival, a famosa Thompson, possuía poder de fogo semelhante, melhor precisão, excelente equilíbrio, peso mais leve, custo muito menor e maior facilidade de fabricação. Apesar dessas conquistas, o fraco desempenho de combate da Reising - em contraste com o uso favorável da Thompson em combate e aplicação da lei - atolou a arma em polêmica.

## Variantes

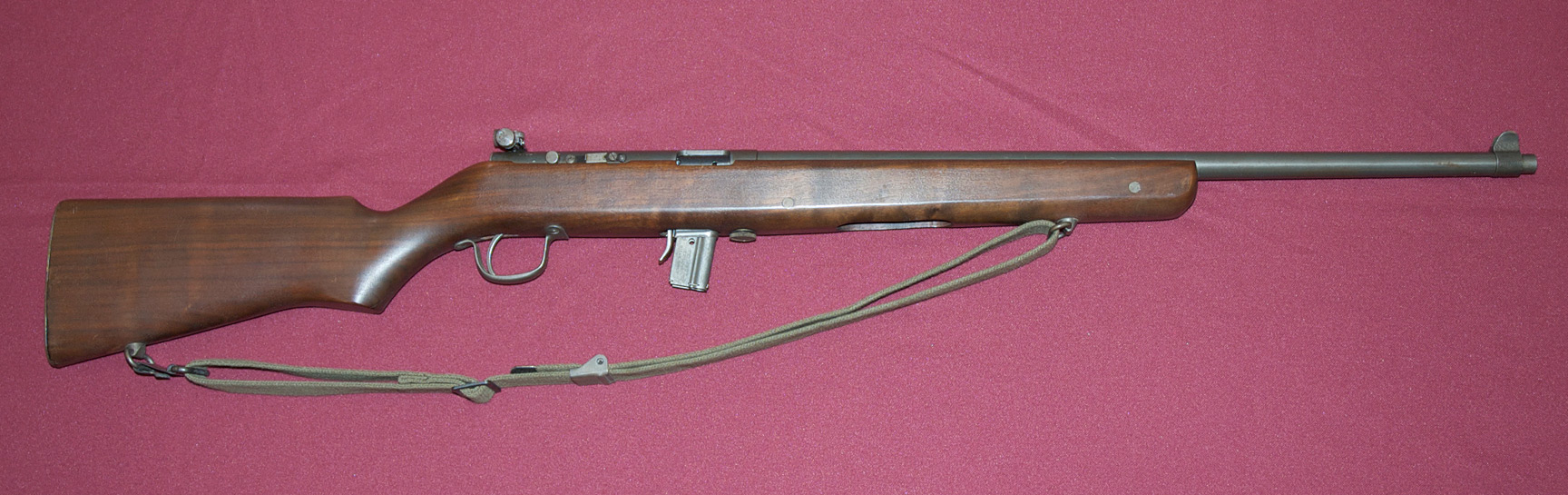
Rifle de treinamento Reising Modelo 65

Havia quatro versões da Reising, dois modelos de fogo seletivo: a M50 e a M55, e duas variantes apenas semiautomáticas: a M60 de .45 ACP, e a M65 de .22 LR projetada para fins de treinamento.

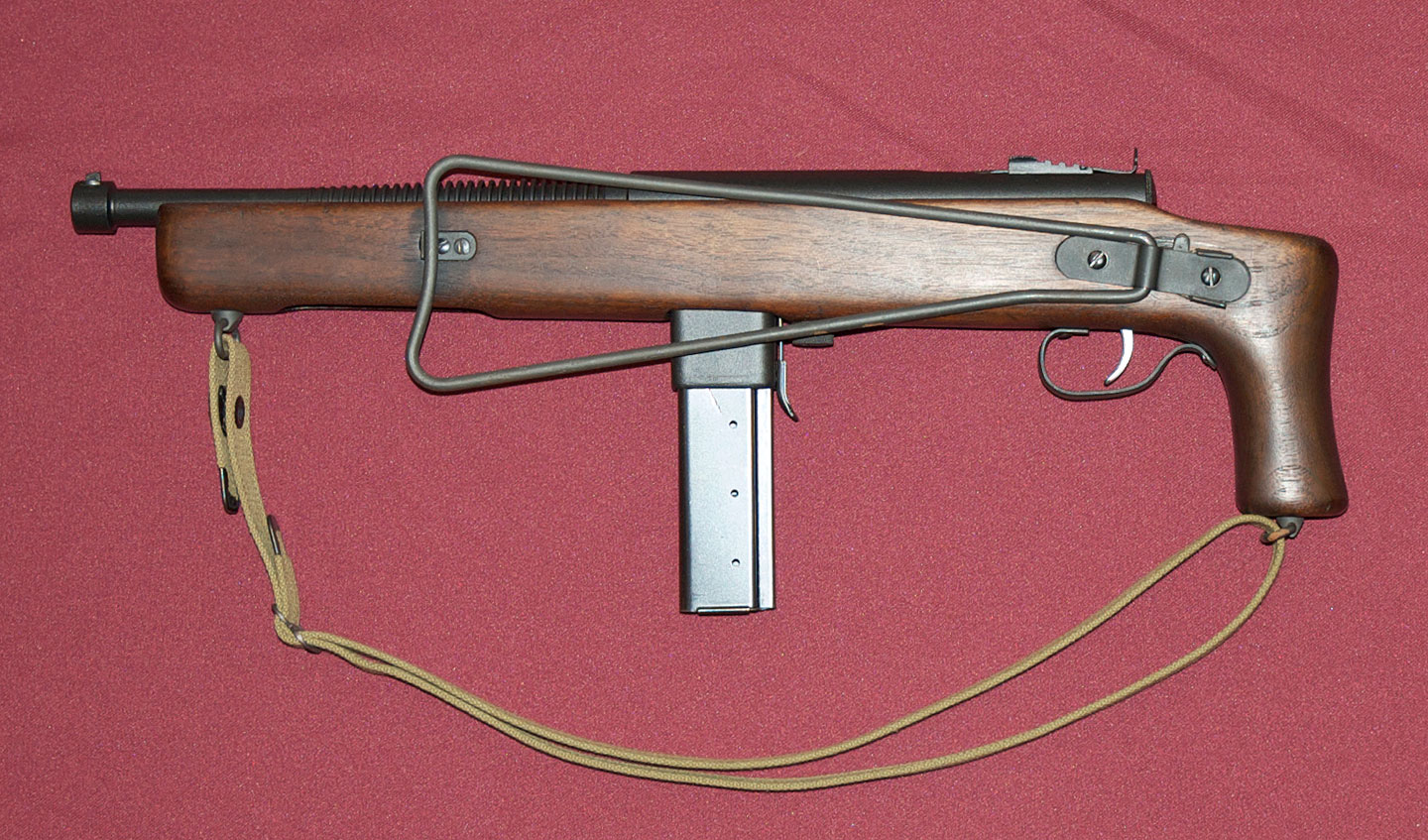
Reising Modelo 55 com a coronha de arame dobrada

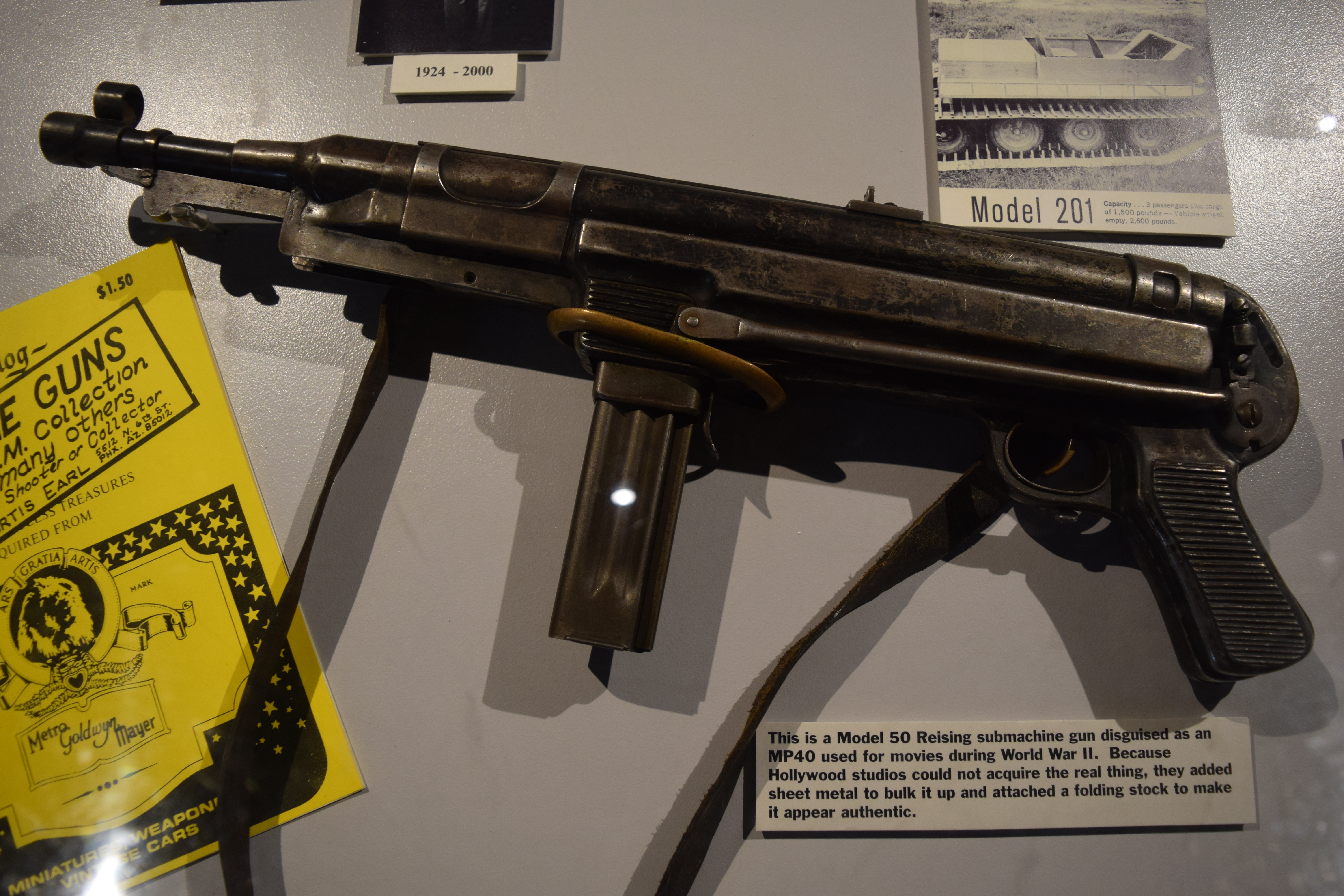
Reising M50 com uma coronha feita para imitar uma MP 40 para produções cinematográficas

Havia duas diferenças entre a M50 e a M55, sendo elas a eliminação do compensador e a adição de uma coronha de arame dobrável tornando a M55 mais leve e mais curta. A M55 foi originalmente emitida para infantaria de paraquedas da Marinha e equipes de veículos blindados.
A M60 era uma carabina semiautomática de cano comprido projetada principalmente para treinamento militar e uso policial. No entanto, poucas delas foram vendidas. Embora mecanicamente quase idêntica às variantes da submetralhadora, o conceito foi confirmado pelo malfadado protótipo de carabina leve em .30 Carbine da H&R que foi testado contra a carabina M1. Os fuzileiros navais usaram as M60 para treinamento, serviço de guarda e outras funções não relacionadas ao combate. Acredita-se que algumas M60 tenham sido emitidos para oficiais da Marinha em Guadalcanal. As armas restantes foram repassadas para guardas estaduais e agências civis de aplicação da lei. O M65 foi desenvolvido como uma versão de rifle de treinamento de calibre inferior ao da M60, produzido apenas de 1944 a 1946. A H&R posteriormente fez atualizações no M65 e os vendeu no mercado civil (e para os fuzileiros navais em pequenos números) como o MC-58 e o M150/151/165 Leatherneck.

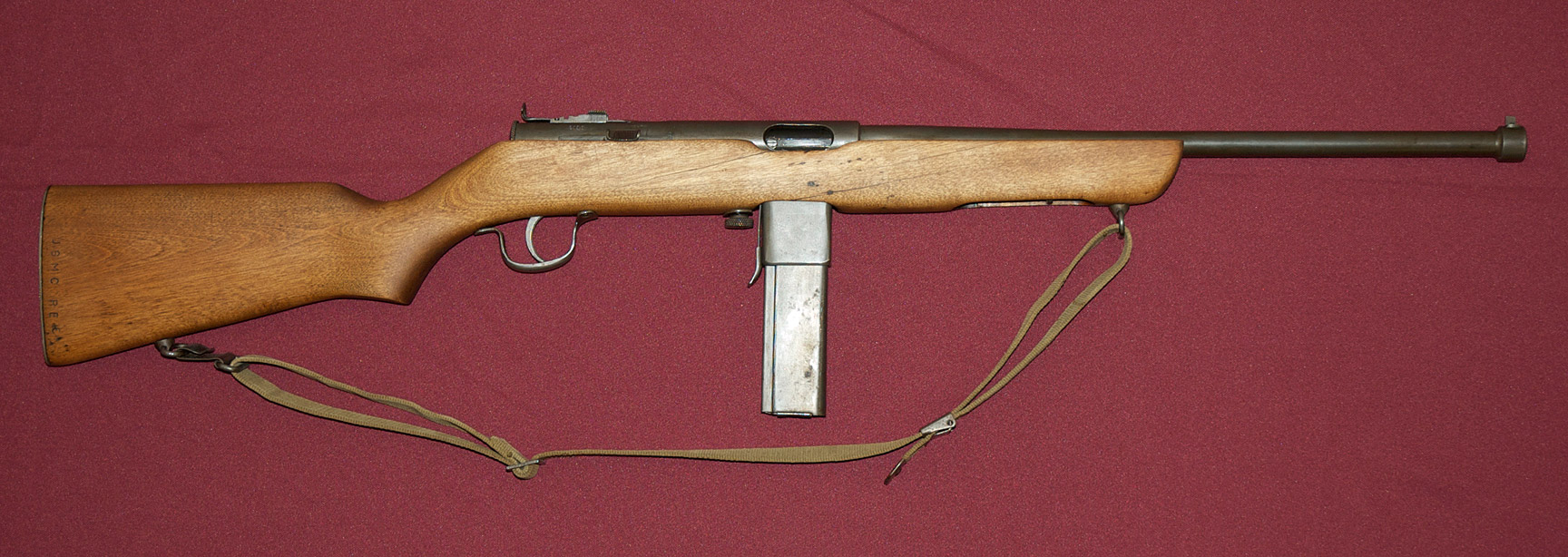
Carabina Reising Modelo 60 do USMC

### H&R Reising
A partir da submetralhadora foi desenvolvido o protótipo do rifle leve de .30 Carbine, que estava competindo para se tornar a carabina M1, mas perdeu para a Winchester. Embora compartilhe muitas peças com a submetralhadora, o rifle leve usa um pistão a gás, foi construído em versões semiautomáticas e automáticas e lançado com um carregador de 12 cartuchos. 

## Operadores
- Argentina[1]
- Austrália[1]
- Brasil[1]
- Canadá[1]
- Costa Rica[1]
- Indochina Francesa: 4.000 pedidas, entrega e emissão não confirmadas.[1]
- Finlândia: Capturadas do Exército Vermelho.[1]
- Malásia: Obtidas da milícia do Partido Comunista Malaio.[1]
- México[1]
- Alemanha Nazista: Capturadas do Exército Vermelho.[1]
- Nova Zelândia[1]
- União Soviética: Recebidas na forma de auxílio Lend-Lease.[1]
- Panamá: Usadas pela extinta Guarda Nacional do Panamá.[15]
- Filipinas: Usadas pelo exército filipino e pela polícia filipina durante a Segunda Guerra Mundial e na década de 1960.
- Estados Unidos[1]
- Reino Unido[1]
- Uruguai Marinha Uruguaia[1]
- Venezuela[1]
- Irã[1]